# Kórokozó

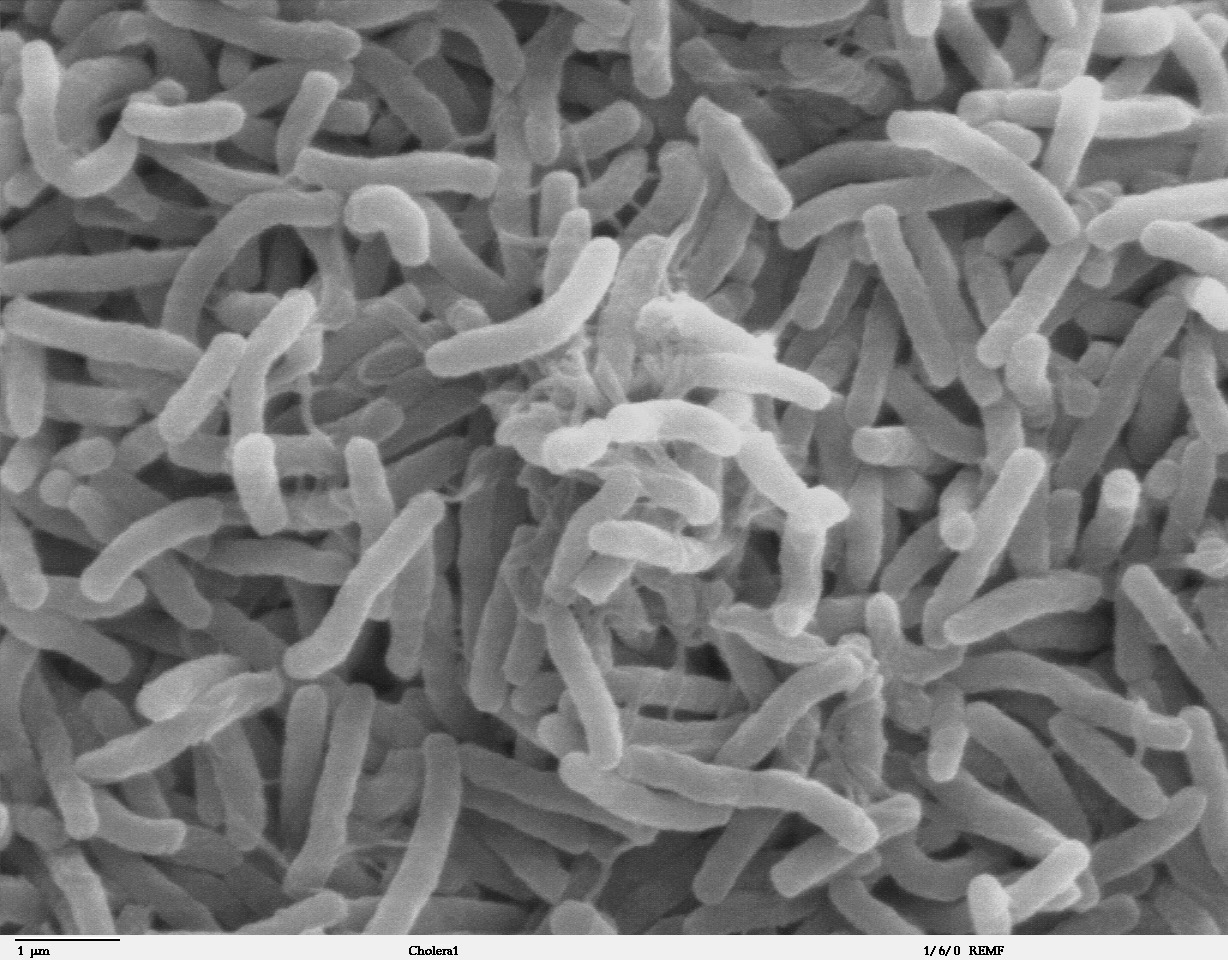
A kolera fertőzést okozó vibrio cholerae baktérium pásztázó elektronmikroszkópos képe. A fertőző "csíra" nemcsak egy baktérium lehet, hanem bármilyen olyan mikroorganizmus vagy akár nem élő patogén is, amely betegséget okozhat, mint például protisták, gombák, vírusok, prionok vagy viroidok

A kórokozó, vagy idegen szóval patogén, olyan prion, vírus, baktérium, gomba, növény vagy állat, mely élősködő életmódot él, és a gazdán (ami lehet egy ember, állat, növény, gomba vagy akár egysejtű is) megtelepedve, annak testén/testében élve és szaporodva betegséget okozhat.
A kórokozási képesség mértéke, a patogenitás, fajon belül is igen változatos lehet. Nem minden betegséget patogének okoznak, pl. a rák okai DNS hibák/mutációk, nem pedig egy kórokozó.
A parazitizmus esetén a gazdaszervezeten vagy benne szaporodó csíra kifejezetten káros a gazdaszervezetre nézve, és mivel belőle táplálkozik, szükségszerűen megbetegíti és végsősoron meg is ölheti azt. A kórokozókat terjesztő és közvetító fertőző ágenst vektoroknak nevezik.

## Kapcsolódó szócikk
- Bakteriofág